# Jean-Pascal van Ypersele
Jean-Pascal van Ypersele de Strihou (Brussel, 14 april 1957) is een Belgisch fysicus en klimatoloog. Hij is professor in Milieuwetenschappen aan de Université catholique de Louvain (UCLouvain) in Louvain-la-Neuve (België). Als voormalig ondervoorzitter van het IPCC is Van Yp, zoals hij in wetenschappelijke kringen genoemd wordt, een van de voortrekkers van mitigatie van de opwarming van de aarde door sterke vermindering in het gebruik van fossiele brandstoffen.

## Levensloop

### Jeugd
Van Ypersele werd geboren te Brussel in 1957.
Sterrenkunde was vanaf de jeugdjaren zijn passie. Op tienjarige leeftijd bouwt zijn eerste telescopen uit stukjes dakgoot en lenzen van bij Brusselse opticiens. Als hij twaalf is verslindt hij Sky and Telescope. In 1971 bemant hij het secretariaat van de amateurclub Cercle Astronomique de Bruxelles, hetgeen hem in contact brengt met beroepssterrenkundigen; op 30 juni 1973 observeert hij samen met een internationaal team van astronomen de langste zonsverduistering van de 20ste eeuw, in Noord-Kenia.

### Studies
- Licentiaat fysica aan de UCLouvain
- Stage over klimaat en woestijnvorming in Nairobi bij het Milieuprogramma van de Verenigde Naties (UNEP)[2]
- Afstudeerscriptie over het effect van CO2 op het klimaat[2]

### Nevenactiviteiten tijdens studieperiode
Als universiteitsstudent was hij onder meer op de volgende manieren maatschappelijk geëngageerd:
- hij was lid van Inter-Environnement Bruxelles, waar hij in aanraking kwam met de ideeën van de eerste internationale milieuconferentie in Stockholm (1972);
- hij nam deel aan de oprichting van een afdeling van Amnesty International in Louvain-la-Neuve;
- hij was lid van het Mouvement des Jeunes pour la Paix;
- hij voerde actie tegen de apartheid in Zuid-Afrika en tegen extreemrechts;
- hij organiseerde een ontmoeting tussen de studenten van de UCLouvain en Claude Cheysson, Eurocommissaris voor Ontwikkelingssamenwerking.

### Academische loopbaan
Zijn doctoraatsonderzoek had betrekking op de klimatologie. Onder impuls van professor André Berger kreeg het Institut d’Astronomie et de Géophysique Georges Lemaître in die periode belangstelling voor de invloed van de concentratie van broeikasgassen op het klimaat. In Europa en daarbuiten leverde het onderzoek naar het effect van de menselijke activiteiten op het klimaat de eerste resultaten op.
Jean-Pascal van Ypersele behaalde in 1986 met de grootste onderscheiding zijn doctoraat in de fysica aan de Université Catholique de Louvain. Hij voerde onder meer onderzoek naar het effect van de opwarming van de aarde op het Antarctisch zee-ijs, aan het National Center for Atmospheric Research in de Verenigde Staten. In het NCAR werkte hij met klimatoloog Stephen Schneider. Promotoren van het doctoraat waren André Berger (UCLouvain) en Albert Semtner (National Center for Atmospheric Research en Naval Postgraduate School in de Verenigde Staten), mede-ontwikkelaar van het Modular Ocean Model.
Daarna werd van Ypersele hoogleraar klimatologie en milieuwetenschappen. Hij specialiseerde zich verder in de numerieke simulatie van klimaatsverandering in een interdisciplinair perspectief, en werkte op globale en regionale schaal. Hij was geïnteresseerd in het effect van menselijke activiteiten op het klimaat, de impact van klimaatvariabiliteit en -verandering op ecosystemen en menselijke activiteiten en wat ertegen gedaan kan worden (adaptatie en mitigatie).
Van Ypersele schreef wetenschappelijke artikelen over vele klimaatgerelateerde onderwerpen, zoals het modelleren van zee-ijs, paleoklimatologie, het klimaat van de 20ste en 21ste eeuw, regionale klimaatverandering in Europa, Groenland en Afrika, en ethiek in verband met verantwoordelijkheden voor klimaatverandering.

## Onderwijs
Jean-Pascal van Ypersele doceert aan de Université Catholique de Louvain
- Klimatologie
- Klimaatmodelleren
- Wiskundige geografie
- Milieuwetenschappen.

## IPCC

### Pionierswerk
In 1979, tien jaar voor de oprichting van het IPCC, nam hij, als 22-jarige student, in Genève deel aan de eerste grote internationale conferentie over het klimaat, georganiseerd door de Wereld Meteorologische Organisatie (WMO) en de Verenigde Naties (VN).
In november 1995 nam hij voor het eerst deel aan een vergadering van het Intergovernmental Panel on Climate Change (het IPCC, dat de klimaatverandering op aarde onderzoekt) in Madrid, als enige Belgische afgevaardigde. Hij droeg bij aan een kort zinnetje dat sindsdien prijkt in de annalen van de organisatie: Een geheel van elementen suggereert dat er een waarneembare invloed is van de mens op het klimaat wereldwijd. Daarmee werd voor het eerst duidelijk gesteld dat het klimaat verandert en dat het hier niet langer gaat om een vage toekomstprojectie op basis van theoretische berekeningen.

### Klimaattoppen
Gedurende meer dan twintig jaar was hij bemiddelaar op bijna alle Conferences of the Parties (COP) van het Klimaatverdrag.
Jean-Pascal van Ypersele was een van de hoofdauteurs van het derde Evaluatierapport in 2001.
Hij werd verkozen in het Bureau van het IPCC in 2002.
Hij nam meermaals de review op zich van Evaluatierapporten en Speciale Rapporten van het IPCC.
Hij was lid van de kernredactie van het Syntheserapport van het vijfde Evaluatierapport in 2014.
In 2008 werd hij verkozen tot vicevoorzitter van het IPCC.
In 2015 stelde hij zich kandidaat om voorzitter te worden van het panel, maar hij werd niet verkozen.
Hij bleef actief lid van het IPCC en droeg sterk bij tot het uitwerken en verspreiden van diens wetenschappelijke boodschap. Hij richtte het Waals platform voor het IPCC op, met de steun van de Waalse deelregering in België, om de contacten tussen het IPCC, de wetenschappelijke wereld en de politici te vergemakkelijken. UNESCO benoemde hem tot mederedacteur van de verklaring van de ethische principes in verband met de klimaatverandering (aangenomen door de lidstaten op 13 november 2017). Voor de VN is hij lid van een commissie van 15 wetenschappers die de vooruitgang van de objectieven voor een duurzame ontwikkeling opvolgt. In 2017 werd hij ook door de premier van Fiji, voorzitter van de COP23, benoemd tot wetenschappelijk raadgever.

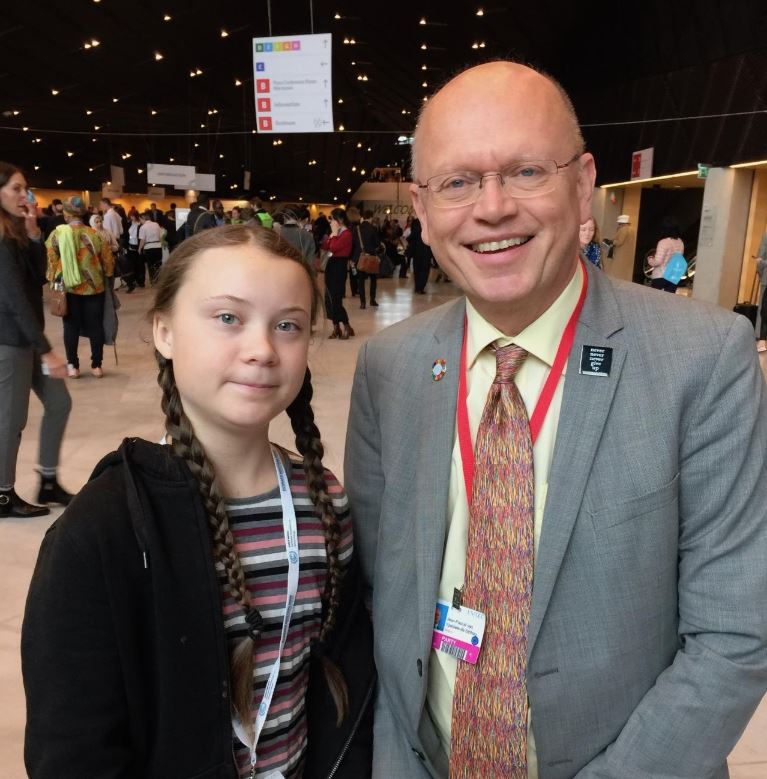
Jean-Pascal van Ypersele en Greta Thunberg bij de COP24 in Katowice in 2018

Hij zet zich ook bijzonder in om de negatieve werking van klimaatsceptici en de lobby van de fossiele brandstoffen aan het daglicht te brengen.

### Kandidatuur als voorzitter van het IPCC in 2015
In 2014 werd van Ypersele genomineerd door de Belgische regering als kandidaat om het IPCC-voorzitterschap over te nemen van Rajendra Pachauri in 2015.
Gedurende 20 maanden reisde hij de wereld rond om een uitgekiend programma voor te stellen aan beleidsmakers, wetenschappers, industriëlen en journalisten. Zijn doel was om de invloed van het IPCC nog te doen toenemen.
De verkiezing van de bureauleden van het IPCC, met inbegrip van de voorzitter, vonden plaats tijdens de 42ste sessie van het IPCC van 5 tot 8 oktober 2015, in Dubrovnik. Ondanks de ondersteuning van de Belgische regering, ondanks zijn visie om de wetenschappelijke onafhankelijkheid van het IPCC te bewaren, en zijn inzet voor inclusie en communicatie, werd Jean-Pascal van Ypersele niet verkozen. Op 6 oktober moest hij het afleggen tegen Hoesung Lee. Hij kreeg de stem van 56 landen, 12 te weinig om verkozen te worden.
Gezien zijn mandaat als vicevoorzitter verlopen was, kon hij geen lid meer zijn van het bureau van het IPCC. Hij bleef wel deelnemen aan de plenaire zittingen van het IPCC als vertegenwoordiger van de Belgische delegatie.
Op 2 april 2019 kondigde hij aan dat hij opnieuw zijn kandidatuur zal indienen voor het voorzitterschap van het IPCC.

## Belangrijkste publicaties

### Doctoraatsthesis
- A Numerical Study of the Response of the Southern Ocean and Its Sea Ice to a CO2-Induced Atmospheric Warming, National Center for Atmospheric Research and Université catholique de Louvain, Boulder (USA) and Louvain-la-Neuve, 1986.

### Boeken
- In het oog van de klimaatstorm, Epo, Berchem, 2018.[1]
- Meeting report of the IPCC Expert Meeting on Communication. Geneva: World Meteorological Organization, IPCC, 2016.[19]
- Une vie au cœur des turbulences climatiques, Bruxelles, De Boeck supérieur, 2015, 128 p.[20]
- IPCC, 2014: Climate Change 2014: Synthesis Report. Contribution of Working Groups I, II and III to the Fifth Assessment Report of the Intergovernmental Panel on Climate Change [lid redactieraad]. IPCC, Geneva, Switzerland, 151 pp.[21]
- van Ypersele, J-P. & Hudon, M. (eds.), Actes du 1er Congrès interdisciplinaire du développement durable : quelle transition pour nos sociétés ?, 6 volumes, Service Public de Wallonie, 2013.
- Climate change and the Belgian development cooperation policy: challenges and opportunities, FPS Foreign Affairs, Foreign Trade and Development Cooperation and Université catholique de Louvain, Brussel, 2008.
- Le Treut, H., J.P. van Ypersele, S. Hallegatte et J.C. Hourcade (ed.), Science du changement climatique – Acquis et controverses, IDDRI, Paris, 2004.[22]

### Artikels in wetenschappelijke tijdschriften
- 2014. Comparison of one-moment and two-moment bulk microphysics for high-resolution climate simulations of intense precipitation: Atmos. Research[23]
- 2010. The impact of the unilateral EU commitment on the stability of international climate agreements: Climate Policy[24]
- 2009. Assessing dangerous climate change through an update of the Intergovernmental Panel on Climate Change (IPCC) "reasons for concern": Proc. Natl. Acad. Sci. USA[25]
- 2009. PRIMES scenario analysis towards 2030 for Belgium: European Review of Energy Markets, Energy Policy Studies[26]
- 2008. Internal variability in a regional climate model over West Africa: Clim. Dyn.[27]
- 2007. The 1979-2005 Greenland ice sheet melt extent from passive microwave data using an improved version of the melt retrieval XPGR algorithm: Geophys. Res. Lett.[28]
- 2006. L'injustice fondamentale des changements climatiques: Alternatives Sud[29]
- 2006. The 1988-2003 Greenland ice sheet melt extent using passive microwave satellite data and a regional climate model: Clim. Dyn.[30]
- 2002. Are natural climate forcings able to counteract the projected anthropogenic global warming?: Clim. Change[31]
- 2001. Managing climate risk: Science[32]
- 2000. Nous empruntons la Terre aux enfants d'aujourd'hui et de demain: Lumen Vitae[33]
- 1999. Potential role of solar variability as an agent for climate change: Clim. Change[34]
- 1999. Volcanic and solar impacts on climate since 1700: Clim. Dyn.[35]
- 1992. Simulation of the Last Glacial Cycle By a Coupled, Sectorially Averaged Climate-ice Sheet Model. 2. Response To Insolation and CO2 Variations: J. Geophys. Res.-Atmos.[36]
- 1991. Simulation of the Last Glacial Cycle By a Coupled, Sectorially Averaged Climate-ice Sheet Model.1. The Climate Model: J. Geophys. Res.-Atmos.[37]
- 1986. Climate and Desertification – Editorial, in van Ypersele J.P. & M. Verstraete (eds), Climate and Desertification Special Issue: Climatic Change[38]

### Hoofdstukken in boeken
- 2012. Comment le GIEC gère-t-il les incertitudes scientifiques?[39]
- 2008. The fundamental injustice of climate change[40]
- 2006. The Relationships Between Population and Environment[41]
- 2004. A few, ou comment affaiblir un texte du GIEC[42]
- 2002. The Kyoto Protocol: an economic and game-theoretic interpretation[43]

## Maatschappelijk engagement
Van 1998 tot op vandaag is hij voorzitter van de werkgroep Energie en Klimaat van de Belgische Federale Raad voor Duurzame Ontwikkeling (FRDO).
Van juli tot december 2001 was hij wetenschappelijk adviseur voor klimaatzaken bij het Belgisch Voorzitterschap van de Europese Unie.
In 2005 werd hij aangesteld als lid van de "Energy 2030" commissie (die de Belgische regering adviseert i.v.m. energietransitie).
Van 2008 tot 2011, was hij hoofd van het wetenschappelijk comité van 's werelds grootste tentoonstelling over klimaatsverandering, SOS-Planet in het station van Luik-Guillemins.
In 2011 organiseerde hij mede het First Stephen Schneider Symposium in Boulder in de VS. In 2013 was hij medevoorzitter van het eerste interdisciplinair symposium over duurzame ontwikkeling in Namen en de tweede editie ervan in 2015 in Louvain-la-Neuve. Hij briefte meerdere staatshoofden, vele ministers en CEOs over het klimaat; hij was en is lid van vele wetenschappelijke adviesraden (EU FP7 onderzoeksprogramma, Klimaatonderzoek Nederland, Météo-France, EU JPI-Climate TAB, KMI (België), het toonaangevende tijdschrift Climatic Change, opgericht door Stephen Schneider).
In 2019 werd hij lid van een denktank van klimaatexperten die tot stand kwam na de actie spijbelen voor het klimaat van de Belgische Schoolstaking voor het klimaat (Youth for Climate), waarbij scholieren meerdere donderdagen de schoolbanken verlieten om te betogen voor maatregelen tegen de klimaatverandering.
In 2019 werd hij aangesteld als expert bij het “EU Horizon 2020 Mission Board for Adaptation to Climate Change, including Societal Transformation”.

## Eerbetoon
- 2006: Energy and Environment Award van de International Polar Foundation
- 2007: Nobelprijs voor de Vrede, toegekend aan Al Gore en het IPCC (van Ypersele was toen vicevoorzitter van werkgroep II van het IPCC)
- 2008: Francqui-Leerstoel aan de ULB[48]
- 2009: Lid van de Koninklijke Academie van België
- 2010: Erelid van de Club van Rome (EU Chapter)
- 2011: Francqui-Leerstoel aan de KU Leuven en HUBrussel[48]
- 2011: Commandeur in de Mérite wallon[49]
- 2014: Grootofficier in de Kroonorde[50]
- 2018: Leadership Prize van de Harvard Club of Belgium[51]

## Bekendheid
Van Ypersele gaf honderden lezingen en meer dan duizend interviews in internationale media. Hij heeft bijna 14000 volgers op Twitter; hiermee behoort hij tot de 50 meest gevolgde klimaatwetenschappers op Twitter.

## Persoonlijk
Jean-Pascal van Ypersele behoort tot de adellijke familie Van Ypersele de Strihou, die meerdere academici telt in uiteenlopende disciplines. Hij trouwde in 1984 in Court-Saint-Etienne met Françoise Bartiaux (°1957), sociologe en demografe, nu hoogleraar aan de UCLouvain. Ze hebben twee zoons.
Samen met zijn gezin maakt van Ypersele zijn eigen leefmilieu koolstofvrij: fiets en kleine elektrische auto in plaats van benzinewagen, zonnepanelen op het dak, buitenisolatie van het huis, warmtepomp in plaats van mazoutketel.